# Bandhagen
Bandhagen – dzielnica (stadsdel) Sztokholmu, położona w jego południowej części (Söderort) i wchodząca w skład stadsdelsområde Enskede-Årsta-Vantör. Graniczy z dzielnicami Örby, Stureby i Högdalen.
Według danych opublikowanych przez gminę Sztokholm, 31 grudnia 2020 Bandhagen liczyło 6910 mieszkańców. Powierzchnia dzielnicy wynosi 0,82 km².
Bandhagen jest jedną ze stacji na zielonej linii (T19) sztokholmskiego metra.